# Región Oriental (Ghana)
Ghana Oriental es una de las diez regiones administrativas de Ghana. Limita con Volta al este; con Gran Acra y Ghana Central al sur; con Ashanti al oeste; y con Brong-Ahafo al norte. Ocupa una superficie de 23 834 km².

## Distritos con población estimada en septiembre de 2018
- Akwapem Norte 165,271
- Akwapim Sur 44,492
- Akyem Mansa 117,588
- Asuogyaman 117,597
- Atiwa 133,482
- Ayensuano 92,156
- Birim 174,807
- Birim Norte 95,345
- Birim Sur 143,014
- Denkyembuor 95,339
- East Akim 203,403
- Fanteakwa 130,295
- Kwaebibirem 136,655
- Kwahu Afram Plains Norte 123,941
- Kwahu Afram Plains Sur 139,836
- Kwahu Este 92,165
- Kwahu Sur 82,626
- Kwahu Oeste 114,409
- Lower Manya 108,049
- New Juaben 222,459
- Nsawam Adoagyiri 104,873
- Suhum 108,053
- Upper Manya 85,810
- Upper West Akyem 104,885
- West Akim 130,305
- Yilo Krobo 104,888

## Distritos
- Akwapem Norte
- Akwapim Sur
- Akyem Mansa
- Asuogyaman
- Atiwa
- Ayensuano
- Birim
- Birim Norte
- Birim Sur
- Denkyembuor
- East Akim
- Fanteakwa
- Kwaebibirem
- Kwahu Afram Plains Norte
- Kwahu Afram Plains Sur
- Kwahu Este
- Kwahu Sur
- Kwahu Oeste
- Lower Manya
- New Juaben
- Nsawam Adoagyiri
- Suhum
- Upper Manya
- Upper West Akyem
- West Akim
- Yilo Krobo

- Datos: Q405670
- Multimedia: Eastern Region (Ghana) / Q405670